# Den unga kejsarinnan
Den unga kejsarinnan (engelska: Young Catherine) är en brittisk-kanadensisk-amerikansk miniserie från 1991. Serien handlar om den tyska prinsessan Sophie av Anhalt-Zerbsts väg till att bli den ryska kejsarinnan Katarina den stora. Denna resa tar sin början då hon är 15 år och vi får följa henne i nästan 20 år framöver. I huvudrollerna ses Julia Ormond och Vanessa Redgrave. Serien premiärvisades i Sverige på TV2 den 25 december 1995.

## Handling
När berättelsen börjar är året 1744, och den unga vackra prinsessan Sophie (senare Katarina) slits från sitt hemland för att ingå äktenskap med storhertig Peter, arvtagare till den ryska tronen. Hans faster, kejsarinnan Elisabet, styr imperiet med järnhand, och Peter visar sig varken passa för tronen eller äktenskapet. 
Katarina behandlas som en främling och löper ständigt risken att hennes fiender påverkar hennes make att göra sig av med henne. Eftersom äktenskapet inte fullbordas tar Katarina en älskare och bär hans barn för att få den tronarvinge som krävs av henne. Med hjälp av sin vän sir Charles Williams, försöker hon erövra tronen från sin make, för att hon, hennes son Paul samt det ryska väldet ska kunna överleva.

## Rollista i urval
- Vanessa Redgrave - Kejsarinnan Elisabet
- Christopher Plummer - Charles Hanbury Williams, brittisk ambassadör
- Julia Ormond - Storhertiginnan Katarina
- Franco Nero - Greve Mikhail Vorontsov
- Marthe Keller - Prinsessan Johanna, Katarinas mor
- Maximilian Schell - Fredrik den store
- Mark Frankel - Greve Gregory Orlov
- Reece Dinsdale - Storhertig Peter
- Anna Kanakis - Grevinnan Vorontsova
- John Shrapnel - Arkimandrit Todorsky
- Hartmut Becker - Prins Christian August, Katarinas far
- Alexander Kerst - Preussisk ambassadör
- Laurie Holden - Prinsessan Katarina Dashkova
- Katharine Schlesinger - Elisabet Vorontsova
- Katya Galitzine - Maria Choglokov
- Rory Edwards - Alexis Orlov